# كيل مارتن
كيل مارتن (بالإنجليزية: Kiel Martin)‏ هو ممثل أمريكي، ولد في 26 يوليو 1944 في بيتسبرغ في الولايات المتحدة، وتوفي في 28 ديسمبر 1990 في رانتشو ميراج في الولايات المتحدة بسبب سرطان الرئة.

## وصلات خارجية
- كيل مارتن على موقع IMDb (الإنجليزية)
- كيل مارتن على موقع إن إن دي بي (الإنجليزية)
- كيل مارتن على موقع قاعدة بيانات الفيلم (الإنجليزية)